# Stenosathe pilosa
Stenosathe pilosa är en tvåvingeart som beskrevs av Lyneborg 1976. Stenosathe pilosa ingår i släktet Stenosathe och familjen stilettflugor.
Artens utbredningsområde är Zimbabwe. Inga underarter finns listade i Catalogue of Life.